# WWE・アルマゲドン
アルマゲドン(Armageddon)は、アメリカのプロレス団体WWEが主宰する、プロレス興行の名称。また、同興行を扱うPPVの名称でもある。開催は1年に1回。12月に開催されるため、WWEのPPV大会としては年間最後の大会となった。2001年は同時多発テロの影響で「ヴェンジェンス」として開催された。2リーグ分裂後は主にSmackDown!主催の大会となっていた。

## 試合結果

### 第1回大会（1999年）WWF Armageddon 1999
- 開催日 : 12月12日
- 開催場所 : フロリダ州サンライズのナショナル・カー・レンタル・センター
- 観客動員数 : 15,749人

- WWFタッグ王座第一挑戦者決定タッグチーム・バトルロイヤル -Number One Contenders Tag Team Battle Royal for the WWF Tag Team Championship-

優勝チーム アコライツ
以下出場チーム一覧 アコライツ（ブラッドショー＆ファルーク）、ハーディー・ボーイズ（マット・ハーディー＆ジェフ・ハーディー）（w/ テリー）、ダッドリー・ボーイズ（ババ・レイ・ダッドリー＆ディーボン・ダッドリー）、エッジ＆クリスチャン、トゥー・クール（グランマスタ・セクシー＆スコッティ・2・ホッティ）、ゴッドファーザー＆マーク・ヘンリー、ザ・ヘッドバンガーズ（モッシュ＆トラッシャー）、ザ・ミーン・ストリート・ポッセ（ロドニー＆ピート・ガス）
- ○カート・アングル vs スティーブ・ブラックマン●

- 4コーナーズ・イブニング・ガウン・プール・マッチ形式WWF女子王座戦 -Four Corners Evening Gown Pool Match for the WWF Women's Championship- スペシャル・レフェリー メイ・ヤング＆ファビュラス・ムーラ

●アイボリー(c) vs ジャクリーン vs バーバラ・ブッシュ vs ミス・キティ○
- ○ザ・ホーリーズ（ハードコア・ホーリー＆クラッシュ・ホーリー） vs リキシ＆ヴィセラ●

- トリプルスレット形式WWFヨーロピアン王座戦 -Triple Threat Match for the WWF European Championship-

●ブリティッシュ・ブルドッグ(c) vs ディーロ・ブラウン vs バル・ビーナス○
- スティール・ケージ・マッチ -Steel Cage Match-

○ケイン（w/ トーリー） vs X-パック●
- WWFインターコンチネンタル王座戦 -WWF Intercontinental Championship-

●チャイナ(c)（w / ミス・キティ） vs クリス・ジェリコ○
- WWFタッグ王座戦 -WWF Tag Team Championship-

●ニュー・エイジ・アウトローズ（ロード・ドッグ＆ビリー・ガン）(c) vs ロックンソッコ・コネクション（ザ・ロック＆ミック・フォーリー）○
アル・スノーの乱入によるニュー・エイジ・アウトローズの反則負けのため王座移動は無し
- WWF王座戦 -WWF Championship-

○ビッグ・ショー(c) vs ビッグ・ボスマン（w/ プリンス・アルバート）●
- ノー・ホールズ・バード・マッチ -No Holds Barred Match-

○トリプルH vs ミスター・マクマホン●

### 第2回大会（2000年）WWF Armageddon 2000
- 開催日 : 12月10日
- 開催場所 : アラバマ州バーミングハムのバーミングハム・ジェファーソン・シビック・センター
- 観客動員数 : 14,920人
- 公式大会曲 : Lynyrd Skynyrd - Sweet Home Alabama

- サンデー・ナイト・ヒート・マッチ -Sunday Night HEAT Match-

○スコッティ・2・ホッティ vs ディーロ・ブラウン●
- エリミネーション・マッチ -Elimination Match-

○ラディカルズ（ディーン・マレンコ＆ペリー・サターン＆エディ・ゲレロ） vs ハーディー・ボーイズ（マット・ハーディー＆ジェフ・ハーディー）＆リタ●
| 退場順 | スーパースター     | チーム                     | 退場させたスーパースター |
| 1      | エディ・ゲレロ     | ラディカルズ               | ジェフ・ハーディー       |
| 2      | ジェフ・ハーディー | ハーディー・ボーイズ＆リタ | ペリー・サターン         |
| 3      | ペリー・サターン   | ラディカルズ               | マット・ハーディー       |
| 4      | マット・ハーディー | ハーディー・ボーイズ＆リタ | ディーン・マレンコ       |
| 5      | リタ               | ハーディー・ボーイズ＆リタ | ディーン・マレンコ       |
| 生存者 | ディーン・マレンコ | ラディカルズ               |                          |

- WWFヨーロピアン王座戦 -WWF European Championship-

○ウィリアム・リーガル(c) vs ハードコア・ホーリー●
- ○バル・ビーナス（w / アイボリー） vs チャイナ●

- ラストマン・スタンディング・マッチ -Last Man Standing Match-

○クリス・ジェリコ vs ケイン●
- フェイタル4ウェイ形式WWFタッグ王座戦 -Fatal Four-Way Match for the WWF Tag Team Championship-

ライト・トゥ・センサー（ブル・ブキャナン＆グッドファーザー）(c) vs ○エッジ＆クリスチャン vs ダッドリー・ボーイズ（ババ・レイ・ダッドリー＆ディーボン・ダッドリー）● vs ロード・ドッグ＆K-クイック
- WWFインターコンチネンタル王座戦 -WWF Intercontinental Championship-

●ビリー・ガン(c) vs クリス・ベノワ○
- トリプルスレット形式WWF女子王座戦 -Triple Threat Match for the WWF Women's Championship-

○アイボリー(c) vs モーリー・ホーリー vs トリッシュ・ストラタス●
- アルマゲドン・ヘル・イン・ア・セル形式WWF王座戦 -Armageddon Hell in a Cell for the WWF Championship-

○カート・アングル(c) vs "ストーンコールド" スティーブ・オースチン vs トリプルH vs ジ・アンダーテイカー vs リキシ vs ザ・ロック●

### 第3回大会（2002年）WWE Armageddon 2002
- 開催日 : 12月15日
- 開催場所 : フロリダ州フォートローダーデールのオフィス・デポ・センター
- 観客動員数 : 9,000人

- サンデー・ナイト・ヒート・マッチ -Sunday Night HEAT Match-

○ジェフ・ハーディー vs ディーロ・ブラウン●
- フェイタル4ウェイエリミネーション・マッチ形式世界タッグ王座戦 -Fatal Four-Way Elimination Match for the WWE Championship-

クリス・ジェリコ＆クリスチャン(c) vs ダッドリー・ボーイズ（ババ・レイ・ダッドリー＆ディーボン・ダッドリー） vs ウィリアム・リーガル＆ランス・ストーム vs ブッカー・T＆ゴールダスト○
| 退場順 | スーパースター         | チーム                                 | 退場させたスーパースター |
| 1      | ババ・レイ・ダッドリー | ダッドリー・ボーイズ                   | ウィリアム・リーガル     |
| 2      | ウィリアム・リーガル   | ウィリアム・リーガル＆ランス・ストーム | ゴールダスト             |
| 3      | クリス・ジェリコ       | クリス・ジェリコ＆クリスチャン         | ブッカー・T              |
| 勝者   | ブッカー・T            | ブッカー・T＆ゴールダスト              |                          |

- ○エッジ vs A-トレイン●

A-トレインの反則負け
- ○クリス・ベノワ vs エディ・ゲレロ●

- ○バティスタ（w / リック・フレアー） vs ケイン●

- トリプルスレット形式WWE女子王座戦 -Triple Threat Match for the WWE Women's Championship-

○ビクトリア(c) vs トリッシュ・ストラタス vs ジャクリーン●
- WWE王座戦 -WWE Championship-

●ビッグ・ショー(c)（w / ポール・ヘイマン） vs カート・アングル○
- スリー・ステージ・オブ・ヘル・マッチ形式世界ヘビー級王座戦 -Three Stages of Hell Match for the World Heavyweight Championship-

ストリート・ファイト・マッチ -Street Fight Match-
●ショーン・マイケルズ(c) vs トリプルH○
スティール・ケージ・マッチ -Steel Cage Match-
○ショーン・マイケルズ(c) vs トリプルH●
ラダー・マッチ -Ladder Match-
●ショーン・マイケルズ(c) vs トリプルH○

### 第4回大会（2003年）WWE RAW's Armageddon 2003
- 開催日 : 12月14日
- 開催場所 : フロリダ州オーランドのTDウォーターハウス・センター
- 観客動員数 : 9,000人

- サンデー・ナイト・ヒート・マッチ -Sunday Night HEAT Match-

○リコ（w / ミス・ジャッキー） vs ハイデンライク●
- ○ブッカー・T vs マーク・ヘンリー（w / セオドア・ロング）●

- WWEインターコンチネンタル王座戦 -WWE Intercontinental Championship- スペシャル・レフェリー：ミック・フォーリー

●ロブ・ヴァン・ダム(c) vs ランディ・オートン（w / リック・フレアー）○
○クリス・ジェリコ＆クリスチャン vs トリッシュ・ストラタス＆リタ●
- ○ショーン・マイケルズ vs バティスタ（w / リック・フレアー）●

- タッグチーム・ターモイル・マッチ形式世界タッグ王座戦 -Tag Team Turmoil Match for the World Tag Team Championship-

ダッドリー・ボーイズ（ババ・レイ・ダッドリー＆ディーボン・ダッドリー）(c) vs スコット・スタイナー＆テスト vs マーク・ジンドラック＆ギャリソン・ケイド vs バル・ビーナス＆ランス・ストーム vs ザ・ハリケーン＆ロージー vs ラ・レジスタンス（ロブ・コンウェイ＆レネ・デュプリー）vs リック・フレアー＆バティスタ○
| 試合順 | 対戦カード                                                                   | 敗退したスーパースター | 退場させたスーパースター |
| 1      | ザ・ハリケーン＆ロージー vs ラ・レジスタンス                                 | ロブ・コンウェイ       | ザ・ハリケーン           |
| 2      | ザ・ハリケーン＆ロージー vs マーク・ジンドラック＆ギャリソン・ケイド         | ザ・ハリケーン         | ギャリソン・ケイド       |
| 3      | マーク・ジンドラック＆ギャリソン・ケイド vs バル・ビーナス＆ランス・ストーム | バル・ビーナス         | マーク・ジンドラック     |
| 4      | マーク・ジンドラック＆ギャリソン・ケイド vs ダッドリー・ボーイズ             | マーク・ジンドラック   | ディーボン・ダッドリー   |
| 5      | ダッドリー・ボーイズ vs スコット・スタイナー＆テスト                         | テスト                 | ディーボン・ダッドリー   |
| 6      | ダッドリー・ボーイズ vs リック・フレアー＆バティスタ                         | ディーボン・ダッドリー | バティスタ               |

- WWE女子王座戦 -WWE Women's Championship-

○モーリー・ホーリー(c) vs アイボリー●
- トリプルスレットノーDQ・マッチ形式世界ヘビー級王座戦 -Triple Threat No Disqualification Match for the World Heavyweight Championship-

●ゴールドバーグ(c) vs ケイン vs トリプルH○

### 第5回大会（2004年）WWE SmackDown!'s Armageddon 2004
- 開催日 : 12月12日
- 開催場所 : ジョージア州アトランタのグウィネット・センター
- 観客動員数 : 5,000人

- サンデー・ナイト・ヒート・マッチ -Sunday Night HEAT Match-

○アキオ＆ビリー・キッドマン vs ポール・ロンドン＆チャボ・ゲレロ●
- WWEタッグ王座戦 -WWE Tag Team Championship-

○レイ・ミステリオ＆ロブ・ヴァン・ダム(c) vs ケンゾー・スズキ＆レネ・デュプリー（w / ヒロコ）●
- ○カート・アングル vs サンタクロース●

- タフ・イナフ・ディクシー・ドッグ・ファイト・マッチ -Tough Enough Dixie Dog Fight Match-

○ダニエル・ピューダー vs マイク・ミザニン●
- ○バシャム・ブラザーズ（ダグ・バシャム＆ダニー・バシャム） vs ハードコア・ホーリー＆チャーリー・ハース●

- ストリート・ファイト形式WWE・US王座戦 -Street Fight Match for the WWE United States Championship-

○ジョン・シナ(c) vs ヘスース（w / カリート）●
- ○ドーン・マリー vs ミス・ジャッキー● スペシャル・レフェリー チャーリー・ハース

- ハンディキャップ・マッチ -Handicap Match-

○ビッグ・ショー vs カート・アングル＆マーク・ジンドラック＆ルーサー・レインズ●
- WWEクルーザー級王座戦 -WWE Cruiserweight Championship-

●スパイク・ダッドリー(c) vs フナキ○
- フェイタル4ウェイ形式WWE王座戦 -Fatal Four-Way Match for the WWE Championship-

○ジョン "ブラッドショー" レイフィールド(c) vs エディ・ゲレロ vs ジ・アンダーテイカー vs ブッカー・T●

### 第6回大会（2005年）WWE SmackDown!'s Armageddon 2005
- 開催日 : 12月18日
- 開催場所 : ロードアイランド州プロビデンスのダンキン・ドーナッツ・センター
- 観客動員数 : 8,000人
- 公式大会曲 : ヤングブラッド (YoungBloodZ) - Presidental

- サンデー・ナイト・ヒート・マッチ -Sunday Night HEAT Match-

○ジェイミー・ノーブル vs フナキ●
- ○ジョン "ブラッドショー" レイフィールド（w / ジリアン・ホール） vs マット・ハーディー●

- ○MNM（ジョニー・ナイトロ＆ジョイ・マーキュリー）（w / メリーナ） vs メキシクールズ（シコシス＆スーパークレイジー）●

- WWE・US王座7番勝負第4戦 -Best of Seven Series Match, Match #4 for the WWE United States Championship-

○クリス・ベノワ vs ブッカー・T（w / シャメール）●
- ハンディキャップ・マッチ -Handicap Match-

○ボビー・ラシュリー vs ウィリアム・リーガル＆ポール・バーチル●
- WWEクルーザー級王座戦 -WWE Cruiserweight Championship-

●フベントゥ(c) vs キッド・キャッシュ○
- インタープロモーショナル・マッチ -Interpromotional Match-

○ビッグ・ショー＆ケイン（RAW） vs バティスタ＆レイ・ミステリオ（SmackDown!）●
- ヘル・イン・ア・セル -Hell in a Cell-

○ジ・アンダーテイカー vs ランディ・オートン（w / "カウボーイ" ボブ・オートン）●

### 第7回大会（2006年）WWE SmackDown!'s Armageddon 2006
- 開催日 : 12月17日
- 開催場所 : バージニア州リッチモンドのリッチモンド・コロシアム
- 観客動員数 : 8,200人

- インフェルノ・マッチ -Inferno Match -

○ケイン vs M.V.P●
- フェイタル4ウェイラダー・マッチ形式WWEタッグ王座戦 -Fatal Four-Way Ladder Match for the WWE Tag Team Championship-

○ポール・ロンドン＆ブライアン・ケンドリック(c)（w / アシュリー） vs ウィリアム・リーガル＆デイブ・テイラー vs MNM（ジョニー・ナイトロ＆ジョイ・マーキュリー）（w / メリーナ） vs ハーディー・ボーイズ（マット・ハーディー＆ジェフ・ハーディー）
- ○ブギーマン vs マイク "ザ・ミズ" ミザニン●

- WWE・US王座戦 -WWE United States Championship-

○クリス・ベノワ(c) vs チャボ・ゲレロ（w / ヴィッキー・ゲレロ）●
- WWEクルーザー級王座戦 -WWE Cruiserweight Championship-

○グレゴリー・ヘルムズ(c) vs ジミー・ワン・ヤン●
- ラスト・ライド・マッチ -Last Ride Match -

○ジ・アンダーテイカー vs Mr.ケネディ●
- ○バティスタ＆ジョン・シナ vs キング・ブッカー＆フィンレー（w / クイーン・シャメール）●

### 第8回大会（2007年）WWE Armageddon 2007
- 開催日 : 12月16日
- 開催場所 : ペンシルベニア州ピッツバーグのメロン・アリーナ
- 観客動員数 : 12,500人

- ダーク・マッチ -Dark Match-

○ジェシー&フェスタス vs ジョン・モリソン&ザ・ミズ●
- US王座戦 -WWE United States Championship-

●MVP vs レイ・ミステリオ○
カウントアウトのため王座移動はなし
- ○ビッグ・ダディ・V＆マーク・ヘンリー vs CMパンク＆ケイン●

- ○ショーン・マイケルズ vs Mr.ケネディ●

- WWE王座第一挑戦者決定戦 -Number One Contenders Match for the WWE Championship-

勝者はロイヤルランブルで王座に挑戦
○ジェフ・ハーディー vs トリプルH●
- ○フィンレー(w /ホーンスワグル) vs ザ・グレート・カリ（w / ランジン・シン）●

- WWE王座戦 -WWE Championship Match-

●ランディ・オートン(c) vs クリス・ジェリコ○
JBLの乱入によりオートンが反則負けとなったため王座移動はなし
- WWE女子王座戦 -WWE Women's Championship-

○ベス・フェニックス(c) vs ミッキー・ジェームス●
- トリプルスレットマッチ形式世界ヘビー級王座戦 -World Heavyweight Championship Match-

バティスタ(c) vs ●ジ・アンダーテイカー vs エッジ○

### 第9回大会（2008年）WWE Armageddon 2008
- 開催日 : 12月14日
- 開催場所 : ニューヨーク州バッファローのHSBCアリーナ
- 観客動員数 : 11,000人
- 公式大会曲 : Guns N' Roses - Chinese Democracy

- ダーク・マッチ -Dark Match-

○ジョン・モリソン＆ザ・ミズ vs ジェシー＆フェスタス●
- ○ウラジミール・コズロフ vs マット・ハーディー●

- インターコンチネンタル王座第一挑戦者決定トーナメント決勝戦 -Number One Contenders Tournament Final for the Intercontinental Championship-

○CMパンク vs レイ・ミステリオ●
- ベルファスト・ブロウル・マッチ -Belfast Brawl-

○フィンレー vs マーク・ヘンリー（w / トニー・アトラス）●
- ○バティスタ vs ランディ・オートン（w / コーディ・ローデス、マヌ）●

- 8ディーヴァズ・サンタズリトルヘルパー・マッチ -8-Diva Santa's Little Helper tag team Match-

○ミシェル・マクール＆マリア＆ミッキー・ジェームス＆ケリー・ケリー vs ビクトリア＆ナタリヤ＆マリース＆ジリアン・ホール●
- 世界ヘビー級王座戦 -World Heavyweight Championship Match-

○ジョン・シナ(c) vs クリス・ジェリコ●
- トリプルスレットマッチ形式WWE王座戦 -Triple Threat Match for the WWE Championship-

●エッジ(c) vs トリプルH vs ジェフ・ハーディー○